# Куріпка сіамська
Курі́пка сіамська (Arborophila diversa) — вид куроподібних птахів родини фазанових (Phasianidae). Ендемік Таїланду. Раніше вважався конспецифічним з камбоджійською куріпкою.

## Поширення і екологія
Сіамські куріпки живуть у вологих гірських і рівнинних тропічних лісах на південному сході Таїланду. Зустрічаються на висоті від 300 до 1400 м над рівнем моря.